# Bibio iwasugensis
Bibio iwasugensis är en tvåvingeart som beskrevs av Ouchi 1940. Bibio iwasugensis ingår i släktet Bibio och familjen hårmyggor. Inga underarter finns listade i Catalogue of Life.